# Scheinwerferreinigungsanlage

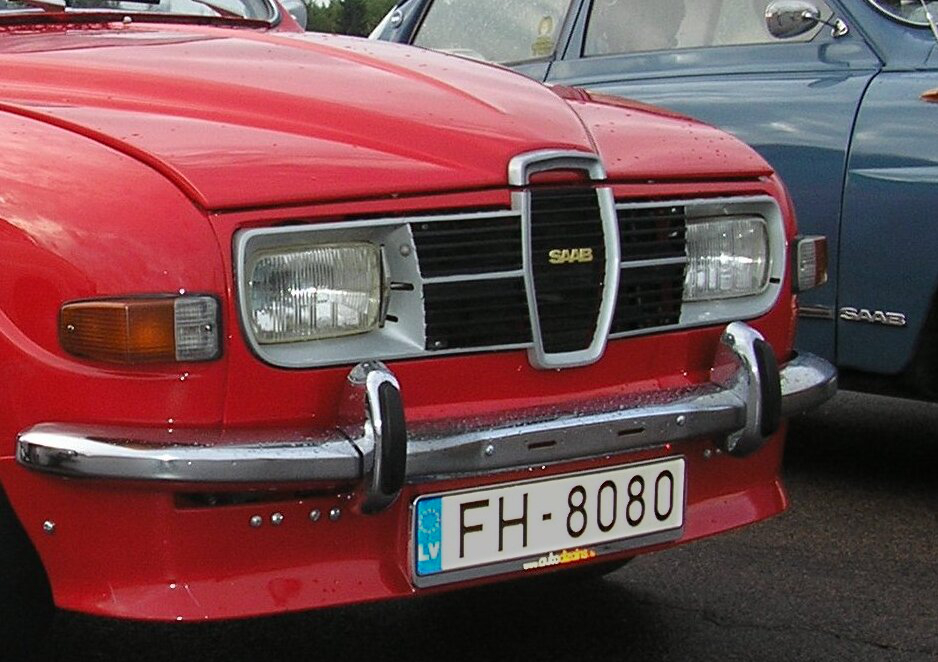
Scheinwerferreinigungsanlage mit Wischern eines Saab 96, etwa 1975

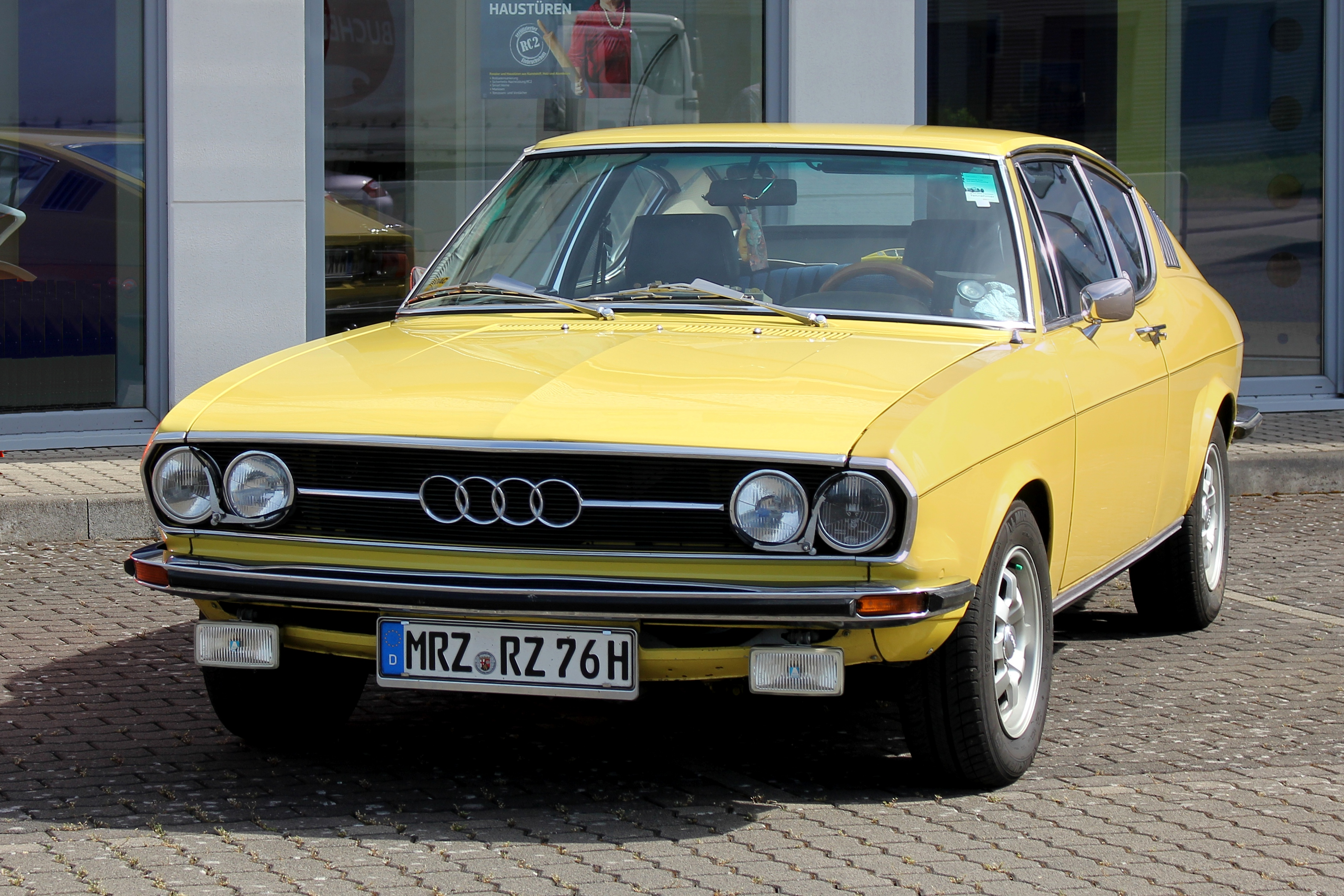
Konstruktion an einem Audi 100 Coupé, 1970–1976

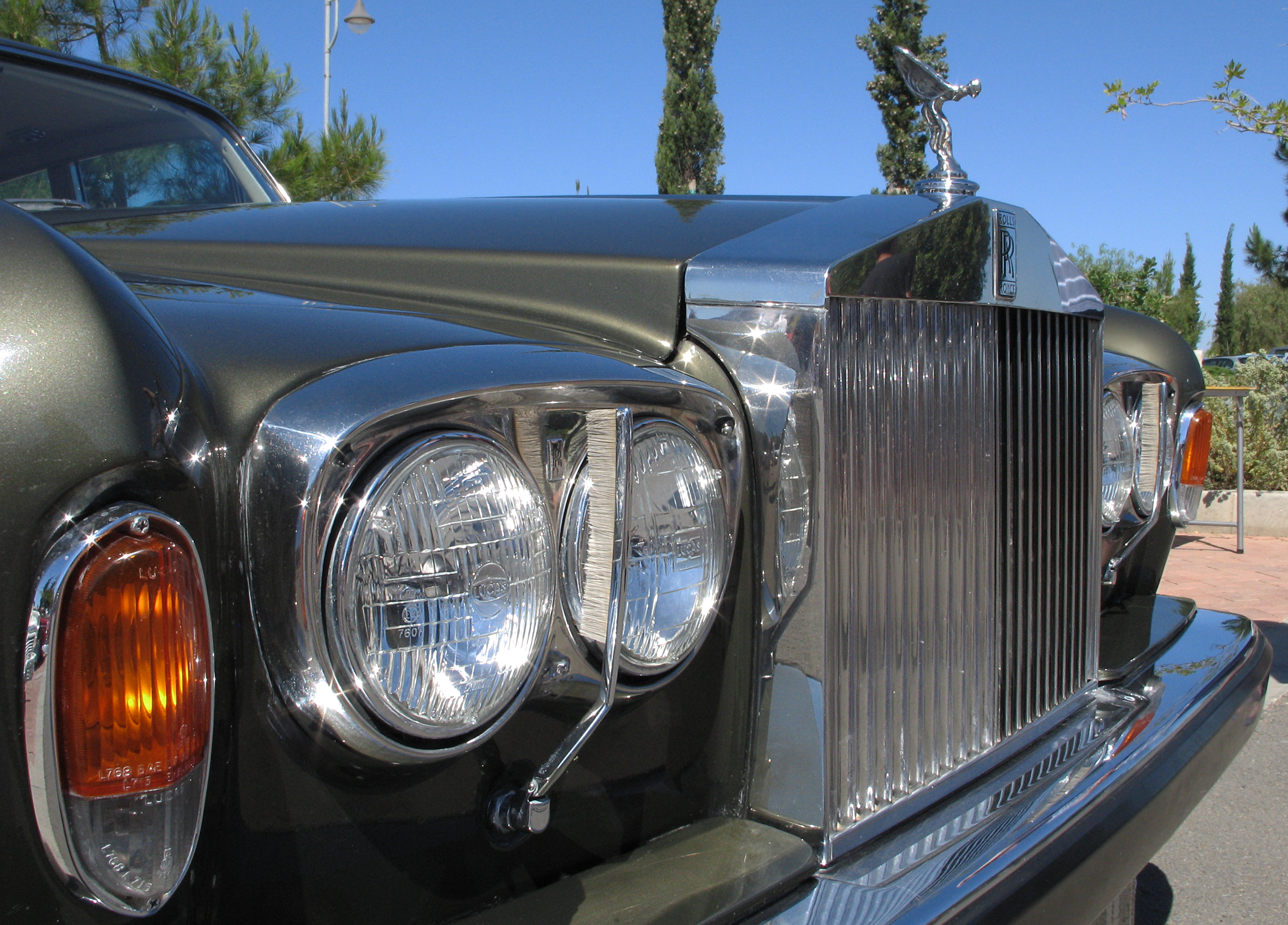
Scheinwerferreinigungsanlage mit Borsten an einem Rolls-Royce Silver Shadow, 1965–1980

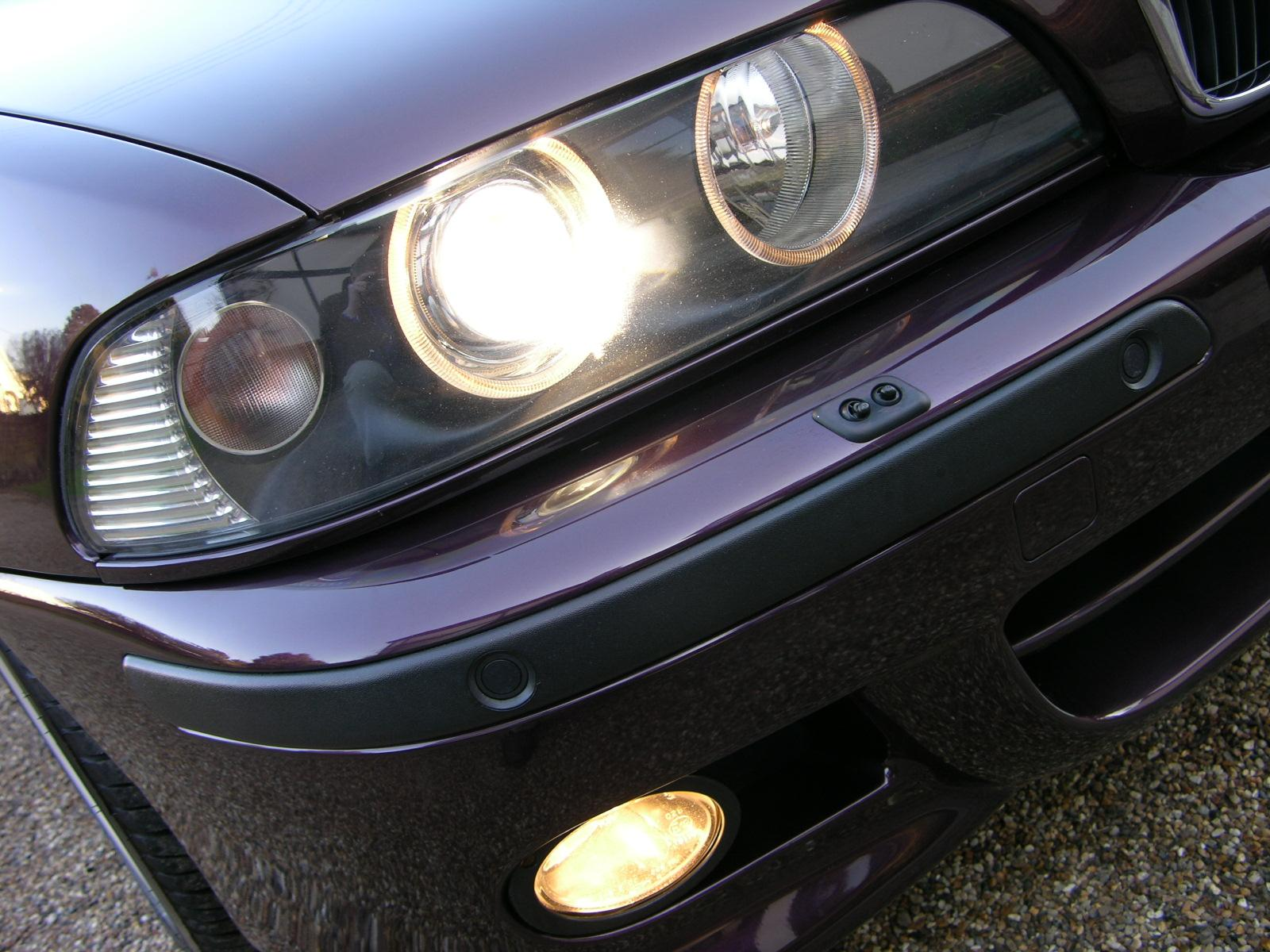
Fest angebrachte Waschdüsen eines BMW E39, 1995–2004

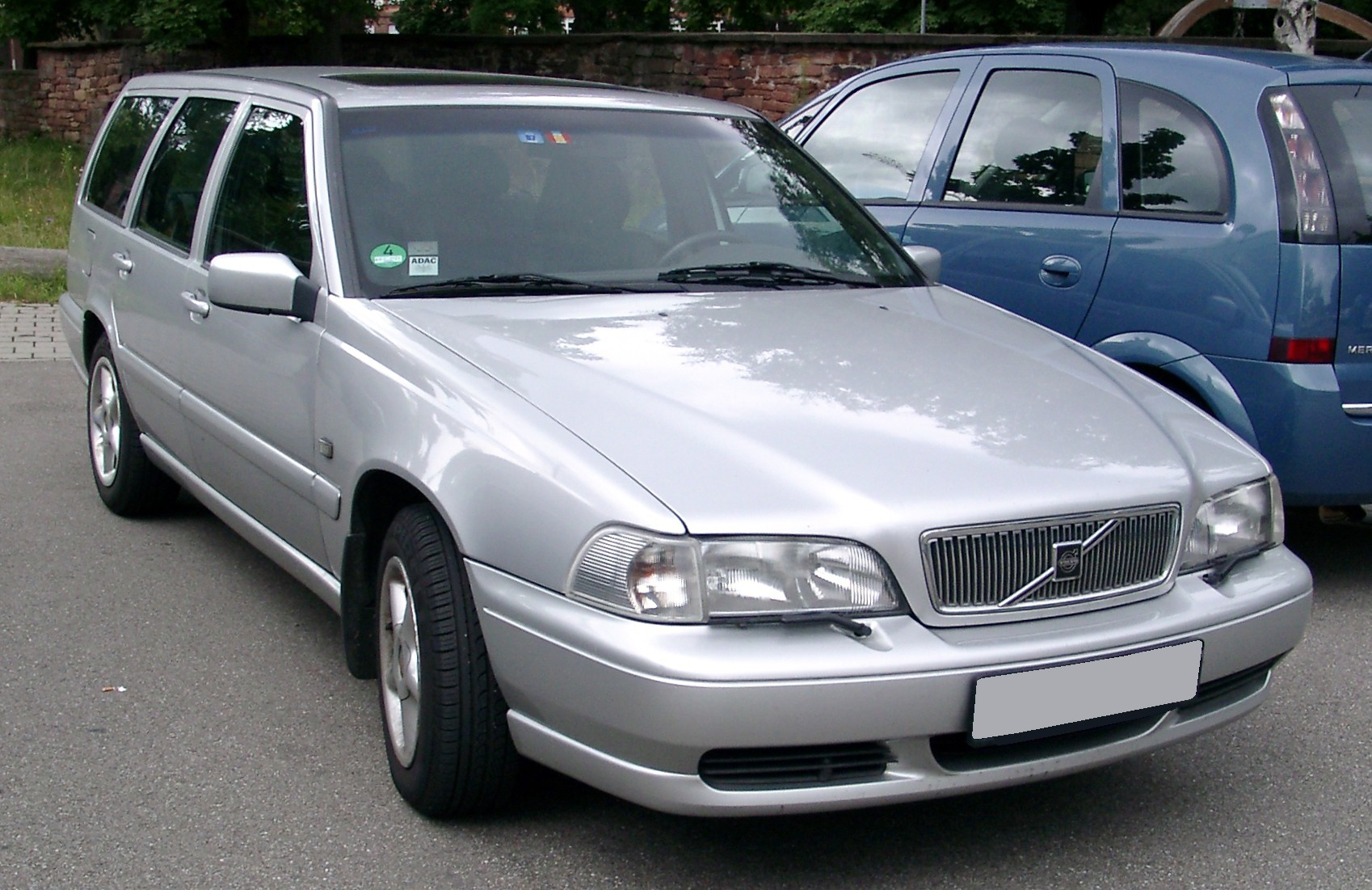
Scheinwerferreinigungsanlage mit Wischern eines Volvo V70, etwa 1996

Die Scheinwerferreinigungsanlage ist eine Vorrichtung zum Reinigen der Frontscheinwerfer von Fahrzeugen.

## Vorschriften und Regelungen
Zu den Zielen der Scheinwerferreinigungsanlage (oft SRA abgekürzt) gehört die Erhaltung der Lichtleistung. Daher war die SRA in Schweden schon 1972 bis Anfang der 1990er Jahre vorgeschrieben.
Ein weiterer Zweck ist die Vermeidung von Blendung entgegenkommender Verkehrsteilnehmer; letztere wird schon durch geringe Verschmutzung erzeugt. Somit wurde eine Scheinwerferreinigungsanlage vorgeschrieben für:
1. in Deutschland für seit dem 1. April 2000 zugelassene Kraftfahrzeuge mit Scheinwerfern für Fern- und Abblendlicht, die mit Gasentladungslampen (etwa Xenonlicht) ausgestattet sind (gemäß Straßenverkehrs-Zulassungs-Ordnung § 50 Abs. 10) sowie
2. für Kraftfahrzeuge, die typbedingt ein Abblendlicht mit einem Lichtstrom von über 2000 lm verwenden (gemäß ECE-Regelung Nr. 48, Paragraph 6.2.9).

Die SRA muss dabei der ECE-Regelung Nr. 45 entsprechen.

## Bauarten
Die Scheinwerferreinigungsanlage ist im Aufbau einer Scheibenwaschanlage ähnlich. Aus einem Tank wird Reinigungsflüssigkeit gepumpt und versprüht.
Die Düsen, durch welche die Reinigungsflüssigkeit bei modernen Fahrzeugen mit Hochdruck auf die Scheinwerferverglasung gebracht wird, sind oft fest vor den Scheinwerfern angebracht; sie werden jedoch zunehmend im Stoßfänger des Fahrzeugs verdeckt angebracht und treten nur bei der Aktivierung des Waschvorgangs in Erscheinung. Bei dieser Bauart werden die Düsen meist vom hohen Druck der Waschflüssigkeit durch einen Kolben aus dem Stoßfänger in ihre Sprühposition ausgeschoben.
Scheinwerferreinigungsanlagen verbreiteten sich ab den späten 1960er Jahren. Diese Anlagen waren zusätzlich (oder auch ausschließlich) mit kleinen Scheibenwischern ausgestattet, die durch Elektromotoren über die Scheinwerferoberfläche bewegt wurden. Einige ältere Fahrzeuge, zum Beispiel Modelle von Rolls-Royce, Volvo, Saab und Simca 1308, sowie die älteren Modelle von Mercedes für den skandinavischen Markt, verfügen am Wischarm statt einer Gummilippe über Borsten. Bei diesen älteren Fahrzeugen wird die Reinigung der Scheinwerfer nicht durch einen Wasser-Druckstrahl, sondern wie bei einer Scheibenreinigungsanlage durch das Zusammenwirken von Waschflüssigkeit und mechanischer Verdrängung der Schmutzschicht durchgeführt.
Etwa seit 2012 gibt es Konstruktionen im Xenon- und LED-Bereich, die aus verschiedenen Gründen nicht unter die EU-Vorschrift fallen. Deshalb werden inzwischen kaum noch Scheinwerferreinigungsanlagen eingebaut.

## Bedienung
Die Bedienung einer Scheinwerferwaschanlage ist je nach Fahrzeughersteller und Baujahr des Fahrzeugs unterschiedlich. Einige Anlagen werden automatisch aktiviert, sobald bei eingeschaltetem Abblendlicht die Scheibenwaschanlage betätigt wird, andere Anlagen verfügen über einen separaten Schalter zur Betätigung.